# Burmoniscus kagoshimaensis
Burmoniscus kagoshimaensis är en kräftdjursart som beskrevs av Nunomura 2003A. Burmoniscus kagoshimaensis ingår i släktet Burmoniscus och familjen Philosciidae. Inga underarter finns listade i Catalogue of Life.